# 요동군
요동군(遼東郡)은 고대 중국의 왕조들이 랴오닝성 동부에 설치한 행정구역이다. 기원전 3세기 무렵에 연나라가 동호(東胡) 및 고조선을 공격하여 점령한 지역에 설치한 것이 최초이다. 이후 역대 중국 왕조의 동북방을 방어하는 전선으로 기능했으며, 5세기 이후 고구려가 점령하여 소멸되었다. 요동군이 소멸된 이후에도 랴오허 동쪽 지역을 통칭하는 지명으로 요동이 사용되었다.

## 역사
요령 지방에 고조선이 존재하고 이곳을 중심으로 발전했으며, 이 지역 또는 그 일부는 고조선의 영토였음이 분명하다.. 랴오닝 성 일대에는 기원전 10세기 이전부터 비파형 동검 문화가 발달하였는데, 랴오허 유역을 경계로 양식의 차이가 있어 일반적으로 랴오허 동쪽에 해당하는 요동 지역에는 고조선으로 비정되는 독자적인 문화권이 형성되었다고 본다. 기원전 300년을 전후하여 전국 시대 연나라가 동방으로 진출, 동호와 고조선을 침공하여 랴오닝 성 일대를 점령하고 상곡(上谷)·어양(漁陽)·우북평(右北平)·요서(遼西)·요동(遼東)의 5개 군을 설치하였다고 한다. 이때 비로소 요동군이 설치된 것으로 본다.
연나라는 요동 지역을 정복한 이후 장성을 쌓아 이를 방어하려 하였으며, 기원전 222년에 연나라를 멸망시킨 진나라도 이 장성을 수리하여 경계로 삼았다. 이를 연진장성(燕秦長城)이라 부르는데, 대체로 요동군의 경계 지역을 대부분 아우른다고 본다. 중국의 역사학계에서는 이 연진장성이 압록강을 건너 청천강 하류까지 도달했다고 비정하고 있으나 대한민국의 역사학계는 고고학적인 증거가 부족하다는 이유로 압록강 이북의 연진장성만 인정한다.
한나라 시기의 요동군은 한나라가 고조선 및 부여, 고구려 등의 초기 국가들을 예속시키고 영향력을 행사하였으며, 때로는 견제하는 기능을 하였던 것으로 보인다. 만주 지역의 여러 초기 부족 집단들은 요동 및 현도군에 예속되어 있었으며, 요동군으로부터 지배자의 위세품을 받아 권위를 세우고 교류를 통해 선진 문물을 받아들였다. 고구려가 1세기 초 이후 강한 예속 관계에서 벗어나 한나라와 대립하면서 요동군은 그 최전선으로 오랫동안 고구려와 전쟁을 치렀다. 부여는 주로 한나라와 우호 관계를 맺고 공동으로 고구려에 맞섰다. 한편으로 한나라에서 멀리 떨어진 변방이었던 요동군은 본국이 혼란에 빠지면 군벌이 형성되어 독자적인 세력을 구축하기도 했는데, 3세기에는 공손탁이 군벌화되어 수십 년 동안 요동 지역을 다스렸다. 북중국에서 혼란을 수습하고 성립된 위나라는 238년에 사마의를 파견하여 공손연을 정벌하고 요동군을 다시 편입하였다. 서진(西晉)이 성립된 후 고구려 및 모용부의 압박으로 요동군은 크게 약화되었다. 또한 서진이 멸망하고 오호 십육국 시대의 혼란이 시작되자 요동군은 더욱 쇠퇴하였으며 319년에 모용부에게 정복되었다.
모용부는 전연을 건국하여 요서 및 요동군을 배후지로 북중국 일부를 정복하였으나 370년에 전진(前秦)에 의해 멸망하였다. 384년에 모용수가 다시 후연을 건국하여 요동군을 차지하였으나, 고구려의 압박으로 요동군은 더욱 쇠퇴하였으며 5세기 초에 광개토왕이 요동군을 완전히 정복하여 소멸되었다. 후연은 랴오닝 성 서부에 요동군을 교치하여 명맥을 유지하였으나 북제 때 완전히 폐지되었다.
요동군이 설치된 이후 라오허 동쪽 지역은 주로 요동이라는 지명으로 통칭되었다. 요동의 범위는 작게는 요동군의 영역(랴오닝 성 동부)에 국한되기도 하였으나 고구려 시기에는 고구려의 영토 전체를 요동이라 칭하기도 하였고 당나라 무렵부터는 만주 전체와 한반도까지 요동이라는 지명으로 통칭하였다. 신라, 고려, 조선을 요동 또는 요좌(遼左)라 칭한 사례도 다수 발견된다. 청나라 이후 만주족의 이름을 딴 만주가 중국 동북 지방의 지명으로 널리 사용되면서 요동은 랴오둥반도 같은 일부 지명에만 사용되게 되었다.

## 요동군의 행정구역
| 현명     | 한자          | 현재 위치                                    | 연혁 |
| -------- | ------------- | -------------------------------------------- | --- |
| 양평현   | 襄平縣        | 랴오양 시 한대 유지(遺址)                    | 요동군의 치소. 왕망 시기에는 창평(昌平)이라 이름을 고쳤었다. 고구려가 요동군을 점령한 뒤 양평현의 현성역할을 한 양평성을 요동성으로 개명했다.                                                                                   |
| 신창현   | 新昌縣        | 안산 시 남쪽 구보촌 한대 유지(遺址)          | - |
| 무려현   | 無慮縣        | 베이전 시 대량갑 한성 유지                   | 전한 시기에는 요동군의 서부도위가 설치되어 있었다. 왕망 시기에는 장설(長說)이라 이름을 고쳤었다. 후한시기 요동속국으로 이관되었고, 위·진 시기에 폐지되었다.                                                                     |
| 망평현   | 望平縣        | 톄링 현 신대자진 고성                        | 서진 시기에는 현도군에 이관되었다. |
| 방현     | 房縣          | 다와 현 소렴탄촌 유지                        | 후한 시기 이후 폐지되었다. |
| 후성현   | 候城縣        | 선양시 상백관둔 고성 유지                    | 전한 시기에는 요동군의 중부도위가 설치되어 있었다. 후한 시기에는 현도군으로 이관되었으며 위·진 시기에는 폐지되었다. |
| 요수현   | 遼隊縣·遼隧縣 | 하이청 시 서쪽 서방대                        | 왕망 시기에는 순목(順睦)이라 이름을 고쳤었다. 후한 시기 이후 폐지되었다. |
| 요양현   | 遼陽縣        | 랴오중 현 편보자                             | 후한 시기에는 현도군으로 이관되었으며 위·진 시기에는 폐지되었다. |
| 험독현   | 險瀆縣        | 타이안 현 신개하진 이가요촌 손성자 고성 유지 | 사마천의 사기에 후한 대 인물인 응소가 주석하여 이곳이 과거 고조선의 수도였다고 기록했다. 후한대에 요동속국으로 이관되었고, 위·진 시기에는 폐지되었다.                                                                           |
| 거취현   | 居就縣        | 랴오양 시 양갑산 한대 성지                   | 후한 시기에는 보이지 않으나 서진 시기에는 요동에 속했다. |
| 고현현   | 高顯縣        | 선양시 남쪽 위가루자촌                       | 후한 시기에 현도군으로 이관되어 서진 시기까지 존속했다. |
| 안시현   | 安市縣        | 잉커우 시 북쪽 영수구 한성                   | 위·진 시기에는 폐지되었다. 1980년대 중국의 사학자 담기양은 고구려 때의 안시성과 같은 곳으로 비정했으나, 현재는 고구려의 안시성과는 다른곳이었다고 보고 있다.                                                                    |
| 무차현   | 武次縣        | 펑청 시 봉산향 유가보촌 남쪽 한성            | 전한 시기에는 요동군의 동부도위가 설치되어 있었다. 후한 시기 이후 폐지되었다. |
| 평곽현   | 平郭縣        | 가이저우 시 현성 아래 한성                   | 위·진 시기에는 폐지되었다. 고구려가 요동을 점령한 뒤 폐지된 평곽현 자리에 건안성을 쌓았다. |
| 서안평현 | 西安平縣      | 단둥 시 동북쪽 애하첨촌 서안평 고성          | 단둥과 북한의 의주군과 같은 압록강 하구와 그 이남 해안지역을 관할했던 현으로 압록강 하구를 방어하는 요충지이기도 했고 낙랑군, 대방군과 중국대륙을 연결하는 통로역할을 하기도 했다. 때문에 후한 초기부터 고구려의 침공이 잦았다. |
| 문       | 文縣, 汶縣    | 하이청 시 석목 한성                          | |
| 번한현   | 番汗縣        | 위치 미상                                    | 위·진 시기에는 폐지되었다. 중국에서는 평안북도 박천군의 박릉성으로 추정한다. 단둥 시 둥강 대양하 일대로 추정하기도 한다. |
| 답씨현   | 沓氏縣        | 푸란뎬 시 장점 한성                          | 위·진 시기에는 폐지되었다. |
| 낙취현   | 樂就縣        | 위치 미상                                    | 위·진 시기에 설치되었던 현으로 위치는 알 수 없다. |
| 역성현   | 力城縣        | 위치 미상                                    | 위·진 시기에 설치되었던 현으로 위치는 알 수 없다. |